# Leopold al III-lea al Austriei
Leopold al III-lea, supranumit cel Pios, (n. 29 septembrie 1073, Melk, Austria Inferioară, Austria – d. 15 noiembrie 1136, Klosterneuburg, Austria Inferioară, Austria), aparținând Casei de Babenberg, a fost margraf al Austriei din 1095 până la sfârșitul vieții. În anul 1485 a fost canonizat fiind sărbătorit pe 15 noiembrie. Leopold este sfântul ocrotitor al Austriei și al Austriei Inferioare, al Vienei (în special al cartierului Leopoldstadt).

## Biografie
A fost fiul lui Leopold al II-lea de Babenberg, supranumit „cel Frumos”, și al soției sale, Ida de Austria.
Leopold al III-lea, fondator al Vienei, a devenit cel de-al patrulea margraf al Austriei la 12 octombrie 1095, la moartea tatălui său. Leopold a fost căsătorit de două ori: prima lui soție aparținea familiei Perg, decedată în 1105, iar cea de-a doua soție, Agnes, a fost văduva lui Frederic I al Suabiei, fiica împăratului Henric al IV-lea și soră a împăratului Henric al V-lea, ceea ce i-a conferit un mare prestigiu. Leopold și-a impus autoritatea asupra Vienei păstrându-și reședința la Klosterneuburg unde a dispus construirea unui castel în apropiere de mănăstirea cisterciană de la Heiligenkreuz.
În cursul celor patruzeci de ani de domnie, Leopold a susținut răspândirea ordinelor religioase, a introdus monahismul cistercian în Austria și a fondat abația cisterciană din Mariazell.

## Sfârșitul vieții și canonizarea
Leopold a murit la 15 noiembrie 1136 la vârsta de 63 de ani, în urma unui misterios accident de vânătoare despre care, în mod ciudat, cronicile timpului și analele bisericilor nu relatează nimic. Doar analele Domului din Erfurt, o sursă considerată de încredere în imperiu, menționează întâmplarea clar: „Margraful Leopold a fost ucis la vânătoare”. Papa Inocențiu al II-lea i-a acordat absoluțiunea ulterior decesului prin autoritatea sa apostolică. Leopold a fost înmormântat în mănăstirea augustiniană fondată de el în Klosterneuburg. A lăsat amintirea unui bun admnistrator care a făcut mănăstirilor donații generoase. Leopold a fost canonizat în 1485 și ulterior a devenit sfântul patron al landului Austria Inferioară.
Cercetarea rămășițelor sale în 1936 a stabilit că Leopold, înalt de 1,80 m, a fost ucis de o suliță care l-a lovit în mijlocul feței. S-a speculat că unul dintre fii săi dornici de a prelua puterea ar fi provocat moartea margrafului (probabil unul din fiii rezultați din prima căsătorie a lui Leopold, Adalbert sau Frederic), dar presupunerea nu a fost susținută cu argumente. Poate că într-adevăr, Leopold a murit în accident de vânătoare și nu ca un martir apărându–și credința, cum s-ar fi potrivit unui „sfânt”.

## Căsătorii și descendenți
Leopold s-a căsătorit întâi cu Adelaida de Perg cu care a avut doi fii: Adalbert și Frederic. 
După decesul primei soții în 1105, Leopold s-a căsătorit în 1106 cu Agnes de Waibligen (1073 – 1143), fiica împăratului lui Henric al IV-lea și a soției sale, Berta de Savoia. Agnes i-a dăruit zece copii:
- Henric al II-lea Jasomirgott (1114 – 1177);[10]
- Leopold al IV-lea (1108 – 1141), căsătorit cu Maria, fiica regelui Boemiei;[11][12]
- Otto de Freising (1109 – 1158), episcop de Freising;[11]
- Uta (1110 – 1154), soția lui Luitpold de Plain;
- Agnes (1111 – 1157), soția lui Ladislau al II-lea,[13] duce al Poloniei și Sileziei;[12]
- Iudita (1115 – 1168), soția marchizului Wilhelm al V-lea de Montserrat;
- Elisabeta (d. 1143), soția contelui Hermann al II-lea de Winzenburg;
- Conrad (1120 – 1168), episcop de Passau (1148–1164) și arhiepiscop de Salzburg (1164);[11]
- Gertruda (1120 – 1150), soția regelui Vladislav al II-lea al Boemiei (d. 1175);[11][12]
- Berta (d. 1120).

## Galerie de imagini

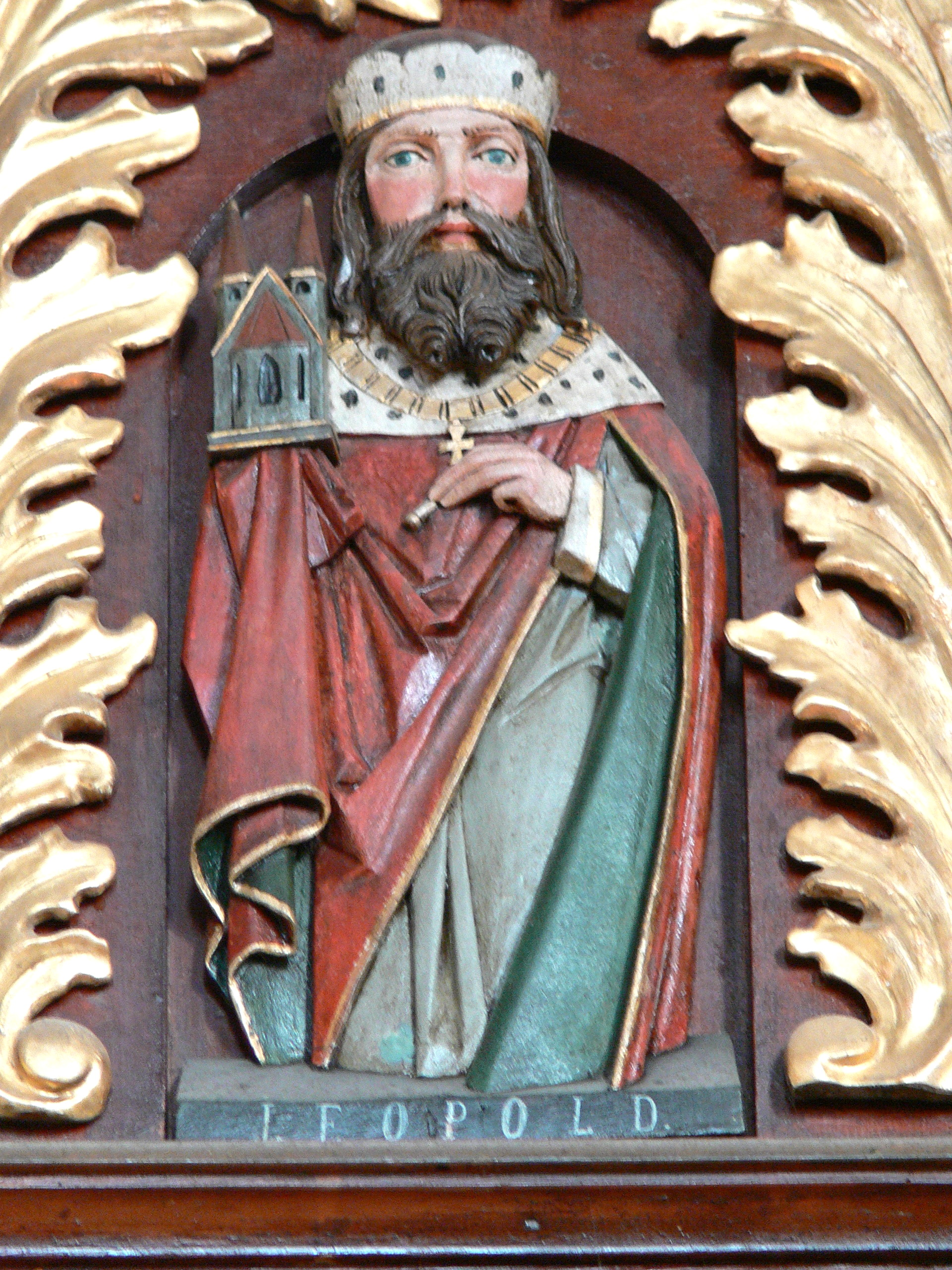
Relief cu Sfântul Leopold (1859), creat de Franz Oberngruber; Galeria Apostolilor din biserica parohială din Neufelden.
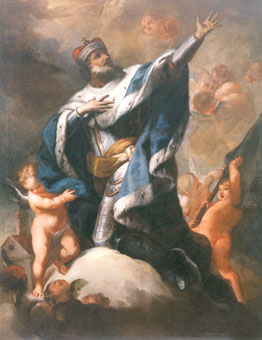
Apoteoza Sfântului Leopold, ulei pe carton (246 x 188 cm); În colecția Galeriei Naționale Ungare.
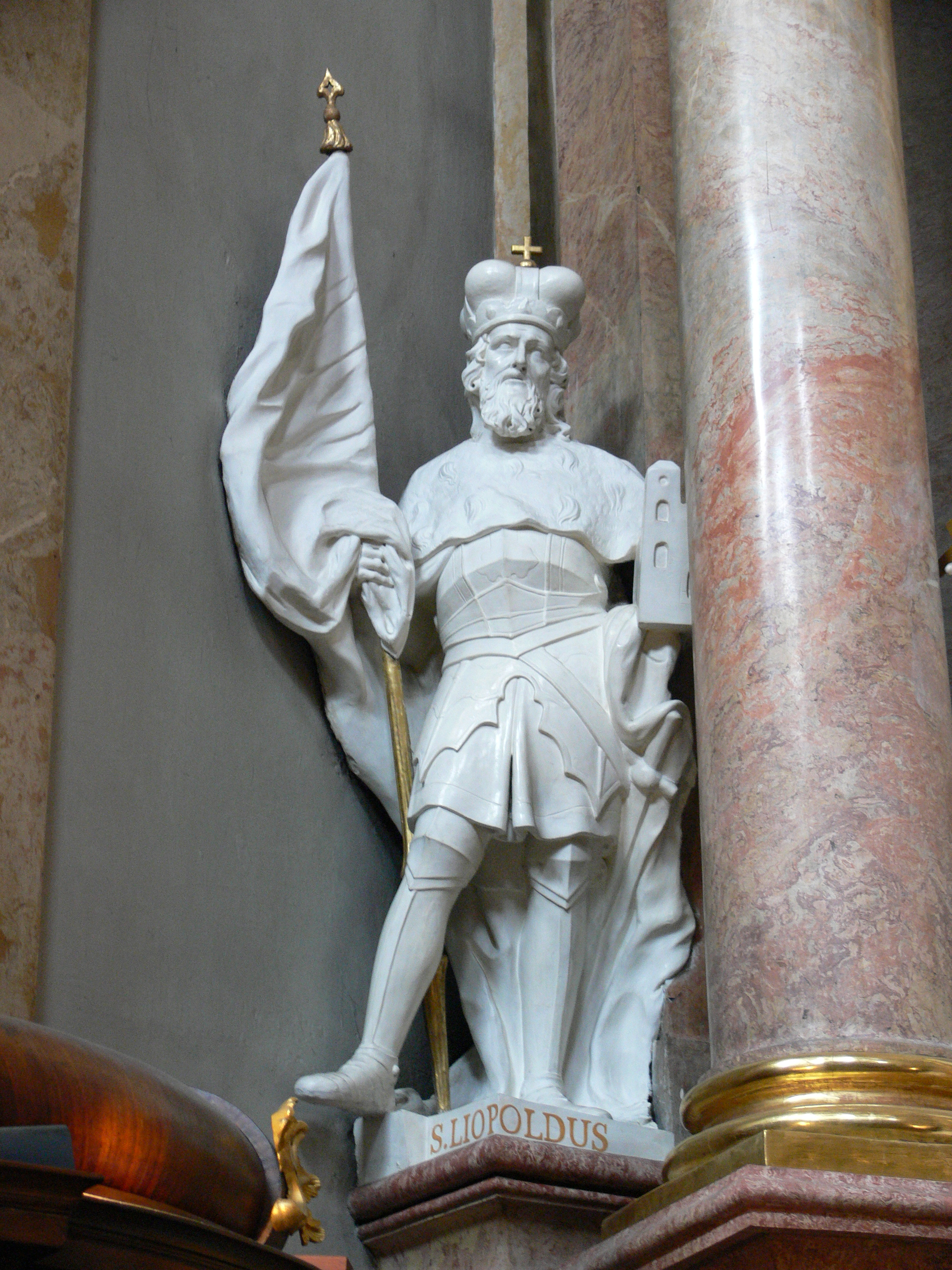
Statuia Sfântului Leopold, în Biserica Sfântul Petru din Viena.
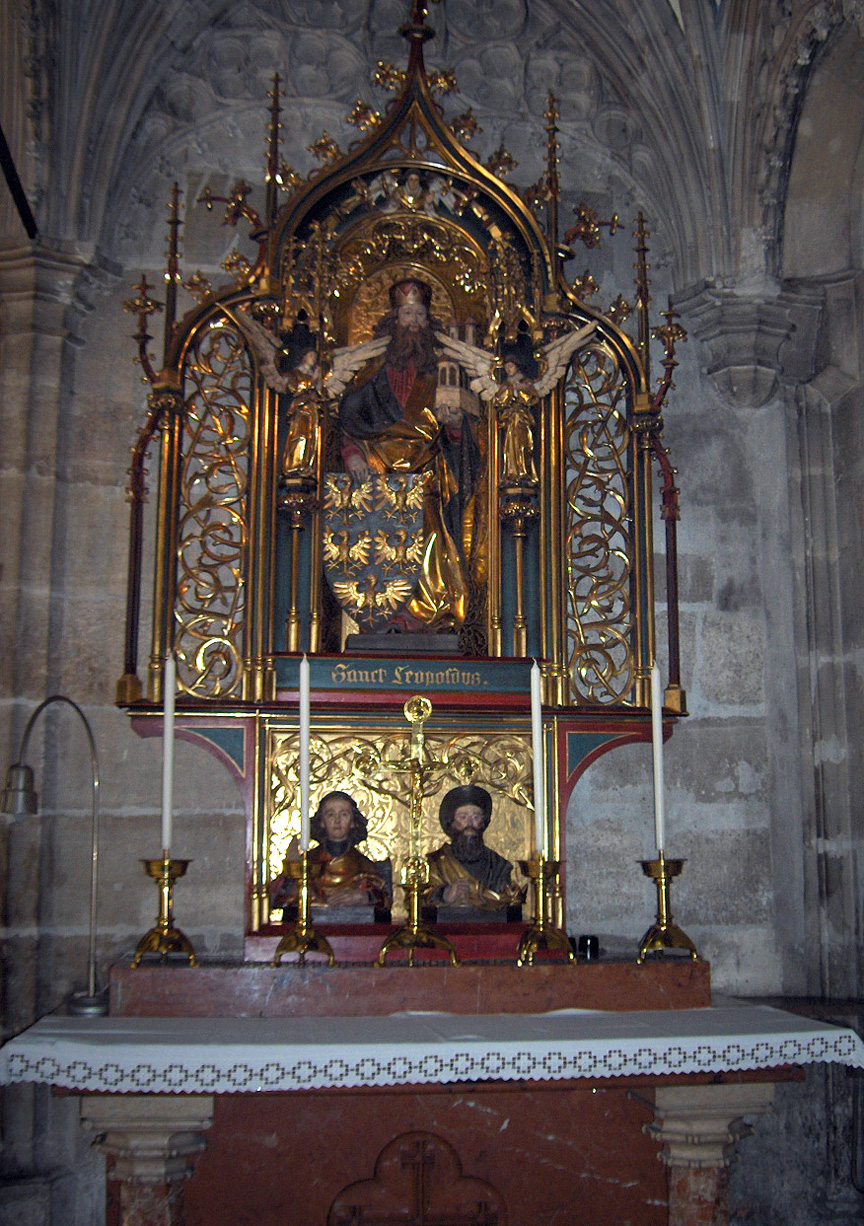
Statuia Sfantului Leopold al III-lea (Catedrala Sf. Stefan, Viena)
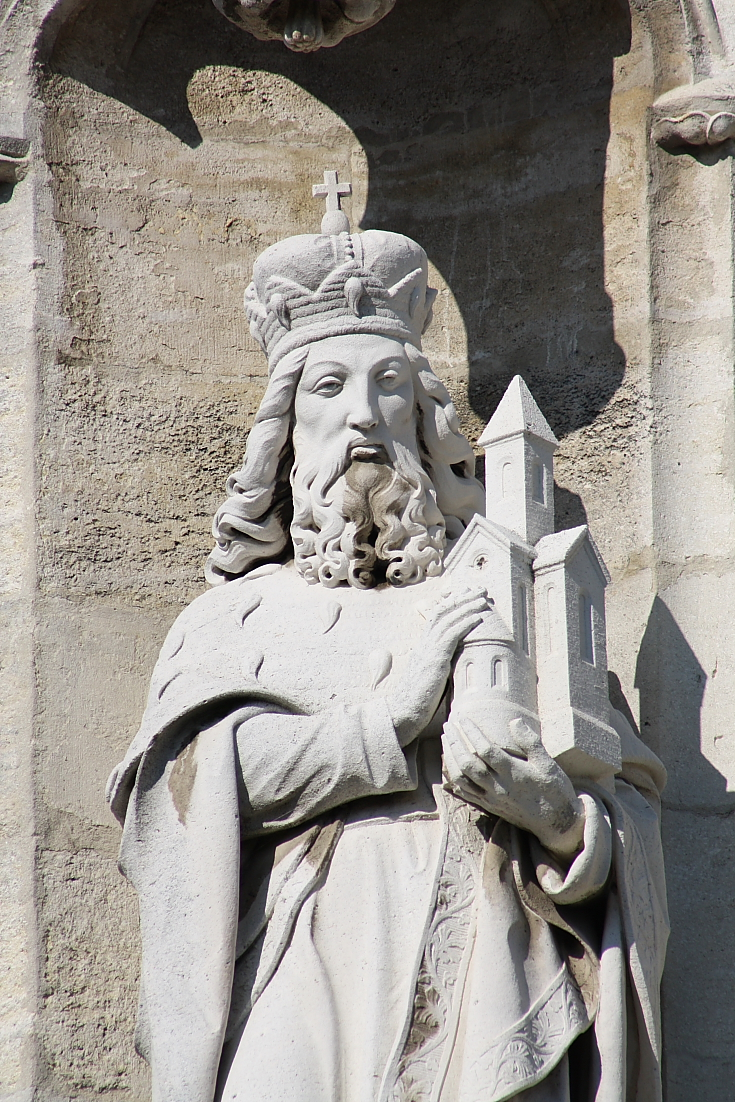
Leopold al III-lea reprezentat drept ctitor al unei biserici romanice